# 마루기획
마루기획(영어: Maroo)은 대한민국의 연예 기획사이다.

## 현재 소속 아티스트
다음은 마루기획에 소속되어 매니지먼트를 받는 아티스트 일람이다.
| 구분 | 아티스트 | 구성원                                             | 리더   | 데뷔년도 | 이전 구성원    |
| ---- | -------- | -------------------------------------------------- | ------ | -------- | -------------- |
| 그룹 | GHOST9   | 손준형, 이신이강성, 최준성, 프린스, 이우진, 이진우 | 손준형 | 2020     | 황동준, 이태승 |

## 현재 소속 연습생
- 강이랑

## 과거 소속 아티스트

### 음악 그룹
- 1PS - 예나, 윤서, 지은, 새하, 다솔
- 마이비 - 주경, 희주, 유정, 지원
- 초신성 - 윤학, 성제, 건일, 지혁, 광수, 성모
- TWICE - 마사, 카즈미, 하나비, 하시모토, 호시키
- 보너스베이비 - 하윤, 채현, 다윤, 가온, 공유
- 노라조 - 조빈, 원흠
- 커먼테일 - 오닐, 백인
- 애쉬그레이 - 노민혁, 안영찬
- 칸

### 음악가
- 김연지
- 황동준 - GHOST9 전 멤버
- 김종국
- 김정우 - 그룹 남녀공학, 스피드 출신, 믹스나인 출연
- 안다비
- 박지훈
- 이태승 - GHOST9 전 멤버

### 배우
- 하석진
- 배그린
- 한영
- 권승우 (권요한)
- 이상미
- 서은채
- 최문희 - 그룹 보너스베이비 멤버

## 과거 소속 연습생
- 윤지성
- 김예현
- 송민기
- 한종연
- 이재윤
- 최수환
- 권협
- 이준